# 人乳捐獻

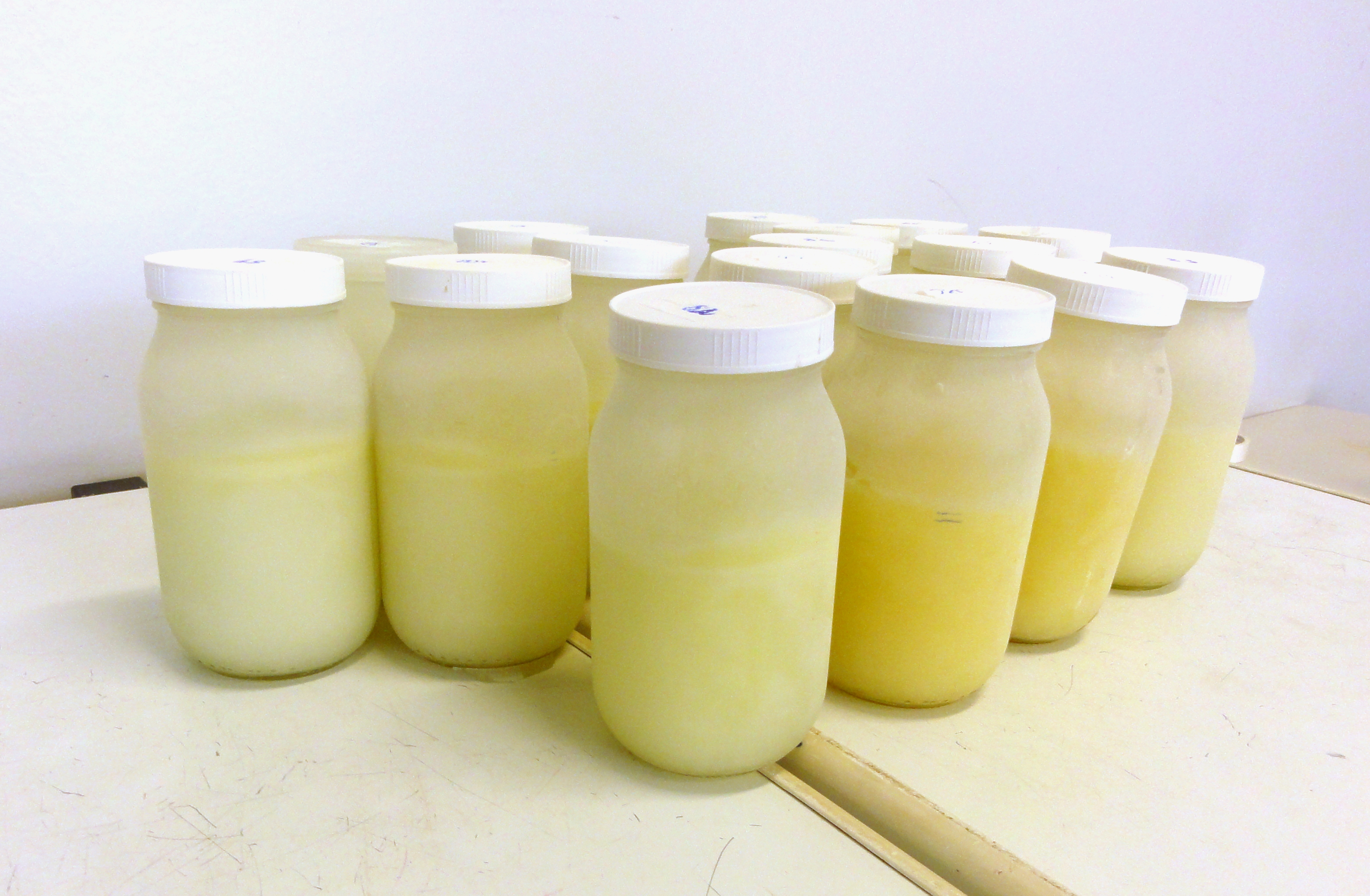
沃图波朗加母乳库

母乳银行是为特定人群提供健康可饮用母乳的冷冻存储机构。便于为早产儿、新生儿，以及需要母乳喂养的婴儿及时提供喂养。世界上已有很多国家建立了母乳银行。2008年8月15日，一家母乳银行在菲律宾马尼拉开张。2010年，秘鲁首家母乳银行在首都利马开张。而美国全国共设有11家母乳银行，一般都附属于当地的儿童医院，也有独立运营的。捐赠者无偿捐赠母乳。母乳捐赠者要在指定的地点进行血液检查，有艾滋病、乙型丙型肝炎、梅毒等阳性特征以及长期吸烟、饮酒、使用毒品的人的捐赠者不能捐献。